# Knox City (Missouri)
Knox City és una població dels Estats Units a l'estat de Missouri. Segons el cens del 2000 tenia 223 habitants.

## Demografia
Segons el cens del 2000, Knox City tenia 223 habitants, 115 habitatges, i 64 famílies. La densitat de població era de 410 habitants per km².
Dels 115 habitatges en un 20% hi vivien nens de menys de 18 anys, en un 45,2% hi vivien parelles casades, en un 6,1% dones solteres, i en un 44,3% no eren unitats familiars. En el 40,9% dels habitatges hi vivien persones soles el 24,3% de les quals corresponia a persones de 65 anys o més que vivien soles. El nombre mitjà de persones vivint en cada habitatge era d'1,94 i el nombre mitjà de persones que vivien en cada família era de 2,55.
Per edats la població es repartia de la següent manera: un 16,1% tenia menys de 18 anys, un 8,1% entre 18 i 24, un 19,3% entre 25 i 44, un 28,7% de 45 a 60 i un 27,8% 65 anys o més.
L'edat mediana era de 48 anys. Per cada 100 dones de 18 o més anys hi havia 87 homes.
La renda mediana per habitatge era de 18.417 $ i la renda mediana per família de 24.750 $. Els homes tenien una renda mediana de 25.625 $ mentre que les dones 16.458 $. La renda per capita de la població era de 10.696 $. Entorn del 8,5% de les famílies i el 16% de la població estaven per davall del llindar de pobresa.

## Poblacions més properes
El següent diagrama mostra les poblacions més properes.